# Plethodontohyla fonetana
Plethodontohyla fonetana Glaw, Köhler, Bora & Rabibisoa, 2007 è una rana della famiglia Microhylidae, endemica del Madagascar.

## Distribuzione e habitat
L'areale di questa specie è ristretto alla foresta di Bendrao, all'interno della Riserva naturale integrale Tsingy di Bemaraha, nel Madagascar occidentale.

## Conservazione
Per la ristrettezza del suo areale, Plethodontohyla fonetana è classificata dalla IUCN come specie a rischio di estinzione (Endangered).